# Merimdská kultura
Merimdská kultura je kultura, která se rozvinula v Merimdě Bení Salámě ve starověkém Egyptě v období 5000–4 100 př. n. l. Byla objevena na začátku 20. století a rozdělena na tři části – na nejstarší fázi (Ursicht), střední fázi (Mittleren Merimdekultur) a mladší fázi (Jüngeren Merimdekultur) označovanou též jako „klasická“ kultura Merimda.

## Nejstarší fáze merimdské kultury (Ursicht, kolem roku 4800 př. n. l.)

### Keramika
Tato kultura je charakteristická keramikou bez příměsi organického materiálu, hlazenou i nehlazenou. Ozdobným, i když vzácným motivem je tzv. rybí kost.

### Hospodářství
Hospodářství pravděpodobně tvořilo zemědělství, chov ovcí, skotu, prasat, rybolov a lov.

## Střední fáze merimdské kultury (Mittleren Merimdekultur, 5500–4500 př. n. l.)

### Keramika a ostatní výrobky
Mezi obdobím nejstarší fáze a střední fáze došlo zřejmě k hiátu v osídlení. Keramika obsahuje příměs slámy, ale má stále jednoduchý tvar. Kamenné nástroje měly oboustranné ostří, poprvé se objevují šípy s konkávní základnou.

### Hospodářství
Osídlení bylo hustší, byly nalezeny stopy po jednoduchých oválných příbytcích ze dřeva a proutí a zásobnice zapuštěné do podlah domů.
Hospodářství tvořilo zemědělství, ale chov dobytka v této době získává na důležitosti.

## Mladší fáze merimdské kultury (Jüngeren Merimdekultur, 4600–4100 př. n. l.)

### Keramika a ostatní výrobky
Vývoj tvaru keramiky směřuje k uzavřeným tvarům. Jako výzdobný prvek se používá hlazení keramiky. Ta má tmavě červenou nebo černou barvu. Byly vyráběny nástroje z kostí, slonoviny a lastur. Nalezeno bylo též několik figurek.

### Hospodářství
Obydlí tvořily hliněné příbytky a chatrče hustě vystavěné podél úzkých ulic. Stěny byly omazány hlínou smíšenou se slámou, střechu tvořily větve a rákosí. Jednotlivé domy měly své vlastní sýpky.

### Hroby
Mezi domy byly nalezeny mělké oválné hroby s téměř žádnou pohřební výbavou, čímž se lišily od hrobů z Horního Egypta. Zde byly v této době hroby umísťovány mimo osady a měly bohatou pohřební výbavu. Je však možné, že většina hřbitovů merimdské kultury zůstává neobjevena a v osadě byly pohřbíváni pouze nedospělí jedinci.

## Následující kultura
Z Merimdské kultury, Fajjúmské kultury a kultury el-Omari vznikla pravděpodobně kultura Maadí. Tato kultura byla ovlivněna též kulturami Předního východu a později kulturou Nakáda I